# Lopidea nigridia
Lopidea nigridia är en insektsart som beskrevs av Philip Reese Uhler 1895. Lopidea nigridia ingår i släktet Lopidea och familjen ängsskinnbaggar.

## Underarter
Arten delas in i följande underarter:
- L. n. nigridia
- L. n. aculeata
- L. n. serica